# Grań Apostołów

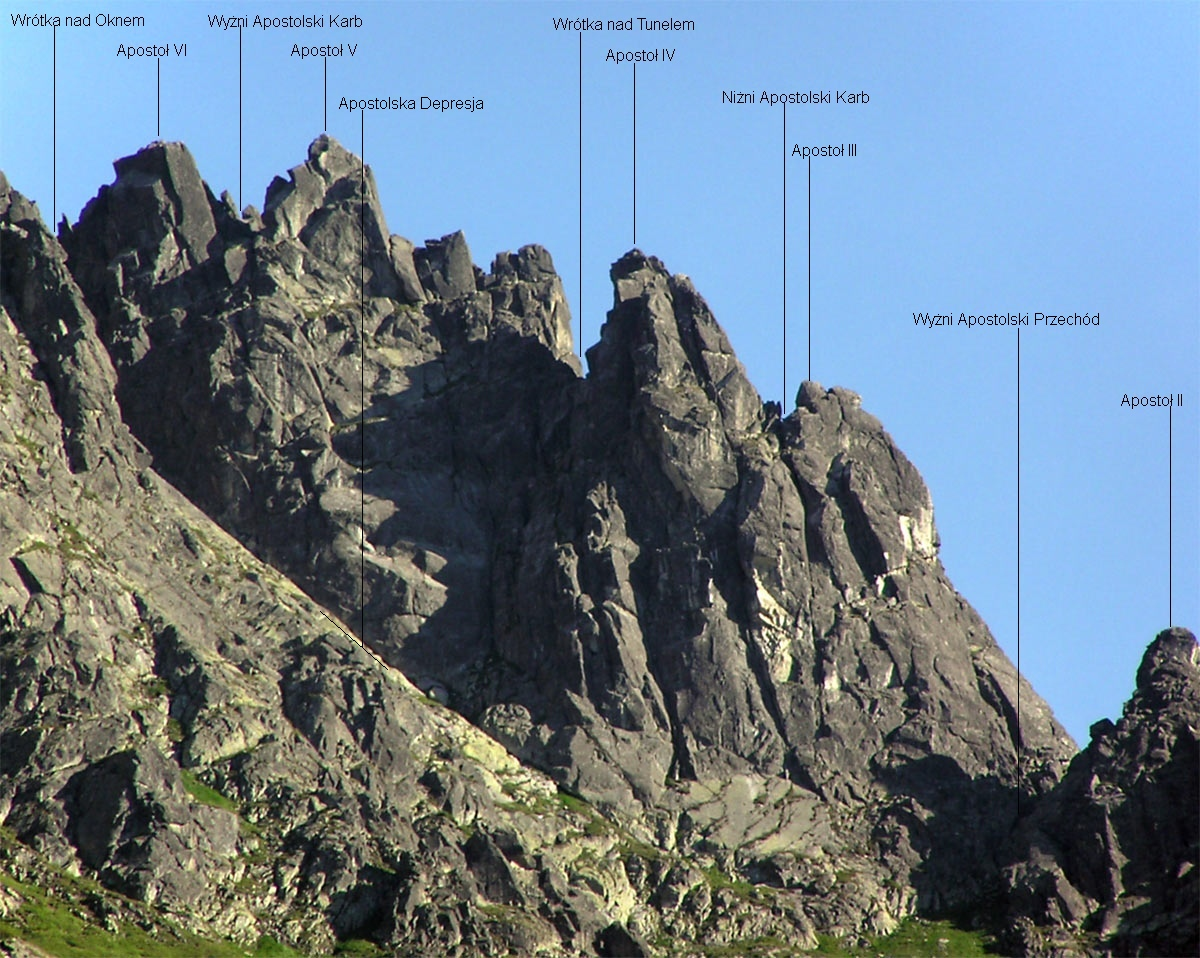
Grań Apostołów widziana z Włosienicy

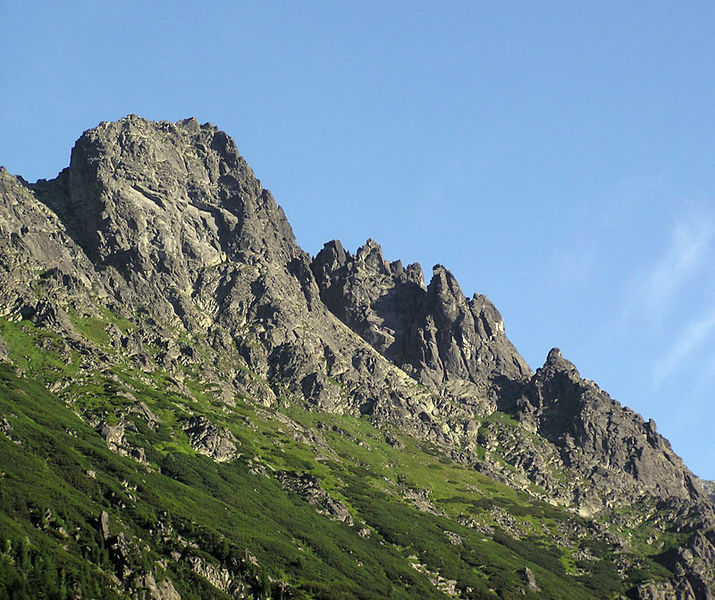
Żabi Szczyt Niżni i Grań Apostołów. (szczegółowy opis)

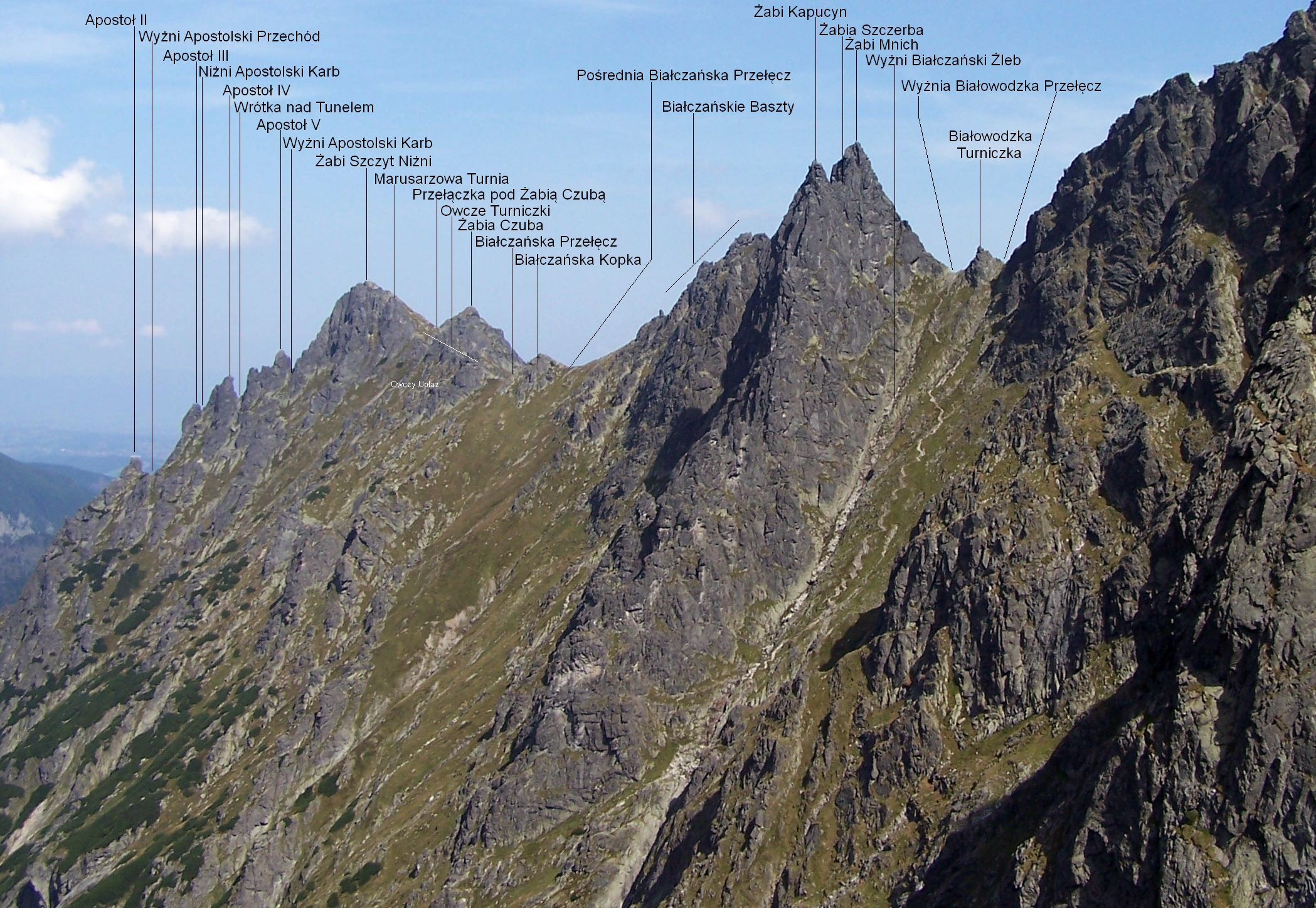
Grań Apostołów od południa

Grań Apostołów (niem. Apostelgrat, słow. Hrebeň apoštolov, węg. Apostolok gerince) – dobrze widoczna z drogi prowadzącej z Włosienicy do Morskiego Oka, mocno poszarpana grań odchodząca na zachód od Żabiej Grani w obrębie masywu Żabiego Szczytu Niżniego. Opada ok. 300 m w dół, w kierunku Morskiego Oka. Władysław Cywiński preferuje nazwę Apostoły.
Nazwa grani pochodzi od skojarzenia widoku pojedynczych skał turni z sylwetkami postaci, które miały zamarznąć w drodze do nieba. Siedem większych turni nazywanych jest Apostołami i oznaczanych rzymskimi cyframi. Mimo tej liczby czasem spotykana jest nazwa Dwunastu Apostołów. Ta nazwa jak pisze W. Cywiński przystaje raczej do niebiańskiej niż ziemskiej rzeczywistości.

## Topografia
Najwyższa z turni (Apostoł VII) leży w punkcie zwornikowym grani, kilkadziesiąt metrów na południe od wierzchołka Żabiego Szczytu Niżniego. Prawe (patrząc od dołu) ograniczenie grani Apostołów tworzą Marusarzowy Żleb i Owczy Żleb, lewe – Apostolska Depresja. W Grani Apostołów kolejno od góry na dół znajdują się:
- Apostoł VII (ok. 2080 m)
- Wrótka nad Oknem (ok. 1995 m)
- Apostoł VI (ok. 2010 m)
- Wyżni Apostolski Karb (ok. 1990 m)
- Apostoł V (ok. 2015 m)
- Wrótka nad Tunelem (ok. 1950 m)
- Apostoł IV (ok. 1970 m)
- Niżni Apostolski Karb (ok. 1940 m)
- Apostoł III (ok. 1945 m)
- Wyżni Apostolski Przechód (ok. 1870 m)
- Apostoł II (ok. 1885 m)
- Niżni Apostolski Przechód (ok. 1750 m)
- Apostoł I (ok. 1770 m)[3].

Apostoł IV i Apostoł II są zwornikami. Od Apostoła IV w kierunku południowo-zachodnim odgałęzia się Grań Diabłów, w której tak samo jak w Grani Apostołów jest 7 turni zwanych Diabłami. Dolną kontynuacja Grani Apostołów jest zachodnia grzęda Apostoła II. Poprzedzielana żlebami i kociołkami wśród gąszczy kosodrzewiny opada aż na brzeg Morskiego Oka.

## Taternictwo
Pierwsze wejścia:
- na Apostoła I – Wanda Jerominówna, Mieczysław Białkowski, Włodzimierz Boldireff, Janusz Chmielowski, Gyula Komarnicki, Roman Kordys i Jan Nowicki, 18 sierpnia 1908 r.,
- prawdopodobnie na Apostoła IV i VI – Izabela Zaruska, Zygmunt Dadlez, Kazimierz Drewnowski, Aleksander Litwinowicz i Mariusz Zaruski, 23 września 1910 r. oraz bez Litwinowicza: 25, 26, 27 i 28 września 1910 r.,
- na Apostoła II – Mary Glynne, Ruth Hale i Witold Henryk Paryski, 8 września 1936 r.,
- na Apostoła III – Witold Henryk Paryski, 9 września 1936 r.,
- na Apostoła V – Halina Ptakowska, Jazon Blum i Zdzisław Dąbrowski, 31 sierpnia 1937 r.
- zimowe na Apostoła I – Zbigniew Krysa i Jerzy Mitkiewicz, 30 marca 1948 r.[2]

Nie sposób już ustalić kto pierwszy przeszedł całą granią. Prowadzi nią droga wspinaczkowa Być na wszystkich. Jej maksymalna trudność to VII, czas przejścia 4 godz.
Grań Apostołów dawniej była popularnym obiektem taternickim, jednak od 1979 r. wspinanie się tu jest niedozwolone. Cały ten rejon to zamknięty dla turystów i taterników obszar ochrony ścisłej Tatrzańskiego Parku Narodowego i TANAP-u. Na zachodnich (polskich) zboczach Żabiej Grani taternictwo można uprawiać na południe od Białczańskiej Przełęczy.